# Robredo-Sobresierra
Robredo-Sobresierra es una localidad situada en la provincia de Burgos, comunidad autónoma de Castilla y León (España), comarca de Alfoz de Burgos. Su situación administrativa es la de Entidad Local Menor dependiente del ayuntamiento de Merindad de Río Ubierna.

## Datos generales
En 2006 contaba con 11 habitantes. Está situada 15 km al norte de la capital del municipio, Sotopalacios, junto a las localidades de Mata de Ubierna, Quintanarrío, Castrillo de Rucios y Villalbilla Sobresierra. Bañada por el río Ubierna aguas arriba de Gredilla la Polera.
El pueblo está a una altitud de 965 m, siendo la cota máxima de su término de 1027 m, y la cota mínima de 927 m.

## Comunicaciones
- Carretera:  Junto a la N-623 de Burgos a Santander por el puerto de El Escudo, entre San Martín de Ubierna y Quintanilla-Sobresierra, con camino de acceso desde Mata de Ubierna.

## Historia
Lugar que formaba parte, de la Jurisdicción de Río Ubierna en el Partido de Burgos, uno de los catorce que formaban la Intendencia de Burgos, durante el periodo comprendido entre 1785 y 1833. En el Censo de Floridablanca de 1787 figura como jurisdicción de realengo con alcalde pedáneo.
Antiguo municipio de Castilla la Vieja en el Partido de Burgos código INE- 095122 que en el censo de la matrícula catastral contaba con 8 hogares y 38 vecinos. Entre el censo de 1857 y el anterior, crece el término del municipio porque incorpora a 09147 Gredilla la Polera. Municipio que entre el censo de 1981 y el anterior desaparece al agruparse en la Merindad de Río Ubierna.

## Parroquia
Aldea de Villalbilla Sobresierra, dependiente de la parroquia de Ubierna, en el Arciprestazgo de Ubierna Úrbel .
- Datos: Q6110200
- Multimedia: Robredo Sobresierra / Q6110200